# Nektariusz (Dowas)
Nektariusz, imię świeckie Dimitrios Dowas (ur. 1953 w Wolosie) – duchowny Greckiego Kościoła Prawosławnego, od 2002 metropolita Kerkyry, Paksos i Wysp Zamorskich.

## Życiorys
Święcenia diakonatu przyjął 1 stycznia 1975, a prezbiteratu 4 marca 1979. Chirotonię biskupią otrzymał 13 października 2002.